# Tom Wilkinson

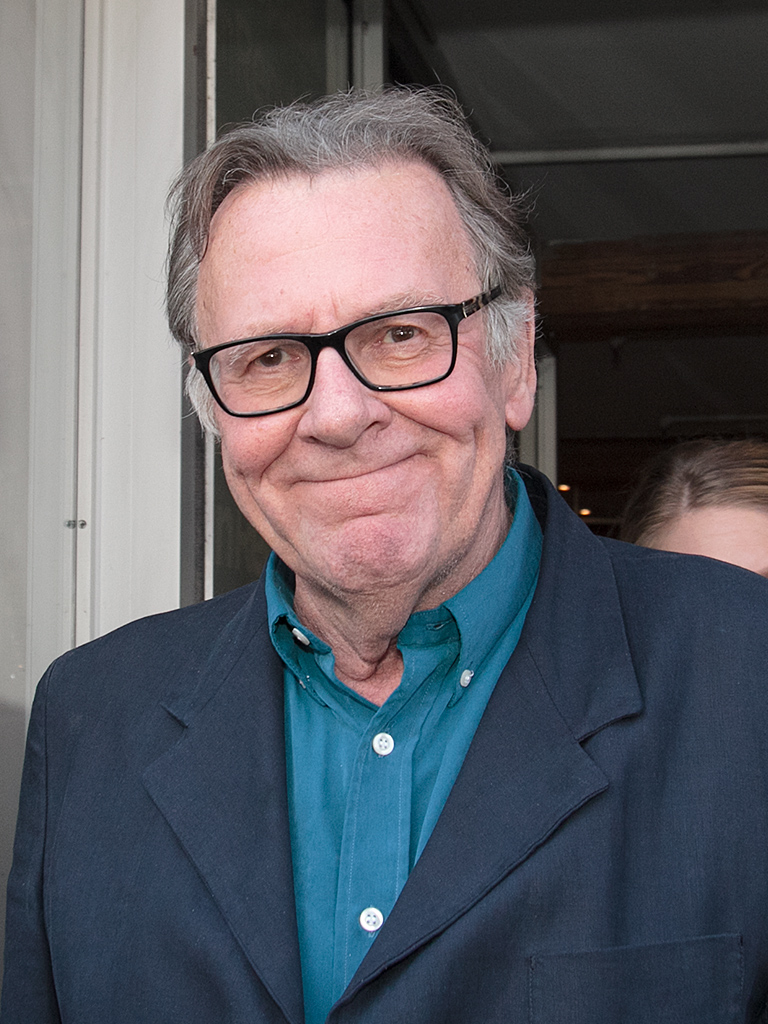
Tom Wilkinson (2016)

Thomas Geoffrey „Tom“ Wilkinson OBE (* 5. Februar 1948 in Leeds, West Yorkshire; † 30. Dezember 2023) war ein britischer Schauspieler.

## Leben und Karriere
Thomas Geoffrey „Tom“ Wilkinson wurde am 5. Februar 1948 in Leeds geboren und zog später für einige Jahre nach Kanada, dann kehrte er nach England zurück. Er absolvierte ein Anglistik-Studium an der University of Kent.
Wilkinson debütierte in den 1970er-Jahren in BBC-Fernsehserien. 1976 wirkte er in der polnisch-britischen Filmproduktion Die Schattenlinie von Andrzej Wajda mit. In dem Film Shakespeare in Love spielte er 1998 neben Gwyneth Paltrow, Judi Dench und Joseph Fiennes und 2000 in dem Kriegsfilm Der Patriot neben Mel Gibson. Für seine Rolle in In the Bedroom (2001) neben Sissy Spacek und Marisa Tomei war er für einen Oscar in der Kategorie Bester Hauptdarsteller sowie für einen BAFTA Award nominiert. 2008 erhielt er eine weitere Oscar-Nominierung als bester Nebendarsteller, diesmal für seine Rolle in dem Thriller Michael Clayton. 2009 wurde er für seine Rolle als Benjamin Franklin in der Fernseh-Miniserie John Adams – Freiheit für Amerika mit einem Golden Globe ausgezeichnet.
Daneben war Wilkinson auch am Theater tätig, so unter anderem in Produktionen der Royal Shakespeare Company.
Wilkinson war ab 1988 mit der Schauspielkollegin Diana Hardcastle verheiratet, mit der er zwei Kinder bekam.
Wilkinson hatte keinen deutschen Stammsprecher und wurde in 56 zwischen 1976 und 2014 synchronisierten Filmen von sehr unterschiedlichen Sprechern gesprochen. Am häufigsten – nämlich 15-mal – synchronisiert wurde er von Lutz Riedel (u. a. in Batman Begins, Die Lincoln Verschwörung und Grand Budapest Hotel), der erstmals 1998 für Shakespeare in Love als seine deutsche Stimme engagiert wurde. Aber auch nach 1998 wurde er in bislang 29 Filmen von anderen Sprechern synchronisiert.
Wilkinson starb unerwartet am 30. Dezember 2023 im Alter von 75 Jahren.

## Filmografie (Auswahl)
- 1976: Die Schattenlinie (Smuga cienia)
- 1979: Crime and Punishment (Fernsehserie)
- 1983: Spionageschiff (Spyship, Fernsehserie)
- 1984: Parker
- 1984: Squaring the Circle (Fernsehfilm)
- 1984: Strangers and Brothers (Fernsehfilm)
- 1984: Sakharov (Fernsehfilm)
- 1985: Sylvia
- 1985: Wetherby
- 1985: Miss Marple – Das Geheimnis der Goldmine (A Pocket Full of Rye, Fernsehfilm)
- 1986: Sharma and Beyond
- 1986: First Among Equals (Fernsehserie)
- 1988: König ihres Herzens (The Woman He Loved, Fernsehfilm)
- 1988: Mein Leben mit Anne Frank (The Attic: The Hiding of Anne Frank, Fernsehfilm)
- 1988: Shake Hands Forever (Fernsehfilm)
- 1989: First and Last (Fernsehfilm)
- 1990: Vorsicht Arzt (Paper Mask)
- 1990: Inspektor Morse, Mordkommission Oxford (Inspector Morse, Fernsehserie, eine Folge)
- 1991: Heißer Verdacht (Prime Suspect, Fernsehfilm)
- 1992: Underbelly (Fernsehfilm)
- 1992: Resnick: Lonely Hearts (Fernsehfilm)
- 1993: Im Namen des Vaters (In the Name of the Father)
- 1993: An Exchange of Fire (Fernsehfilm)
- 1993: Resnick: Rough Treatment (Fernsehfilm)
- 1994: All Things Bright and Beautiful
- 1994: Prince of Jutland
- 1994: Liebe und andere Geschäfte (A Business Affair)
- 1994: Der Priester (Priest)
- 1994: A Very Open Prison (Fernsehfilm)
- 1994: Measure for Measure (Fernsehfilm)
- 1994: Martin Chuzzlewit (Fernsehserie)
- 1995: Sinn und Sinnlichkeit (Sense and Sensibility)
- 1996: Der Geist und die Dunkelheit (The Ghost and the Darkness)
- 1996: Crossing the Floor (Fernsehfilm)
- 1996: Cambridge Fieber (Eskimo Day) (Fernsehfilm)
- 1997: Jilting Joe
- 1997: Fräulein Smillas Gespür für Schnee (Smilla’s Sense of Snow)
- 1997: Ganz oder gar nicht (The Full Monty)
- 1997: Oscar Wilde (Wilde)
- 1997: Oscar und Lucinda (Oscar and Lucinda)
- 1997: Cold Enough for Snow (Fernsehfilm)
- 1998: The Governess
- 1998: Rush Hour
- 1998: Shakespeare in Love
- 1999: Molokai: The Story of Father Damien
- 1999: Wer mit dem Teufel reitet (Ride with the Devil)
- 1999: David Copperfield (Fernsehfilm)
- 2000: Der Patriot (The Patriot)
- 2000: Gangsters – The Essex Boys (Essex Boys)
- 2000: Chain of Fools
- 2001: In the Bedroom
- 2001: Another Life
- 2001: Ritter Jamal – Eine schwarze Komödie (Black Knight)
- 2002: Churchill – The Gathering Storm (The Gathering Storm, Fernsehfilm)
- 2002: Ernst sein ist alles (The Importance of Being Earnest)
- 2002: An Angel for May (Fernsehfilm)
- 2003: Das Mädchen mit dem Perlenohrring (Girl with a Pearl Earring)
- 2003: Eine Frage der Liebe (Normal, Fernsehfilm)
- 2004: Piccadilly Jim
- 2004: If Only
- 2004: Vergiss mein nicht! (Eternal Sunshine of the Spotless Mind)
- 2004: Stage Beauty
- 2004: Good Woman – Ein Sommer in Amalfi (A Good Woman)
- 2005: Batman Begins
- 2005: Der Exorzismus von Emily Rose (The Exorcism of Emily Rose)
- 2005: Geliebte Lügen (Separate Lies)
- 2005: Ripley Under Ground
- 2006: The Night of the White Pants
- 2006: Der letzte Kuss (The Last Kiss)
- 2007: Dedication
- 2007: Michael Clayton
- 2007: Cassandras Traum (Cassandra’s Dream)
- 2008: Operation Walküre – Das Stauffenberg-Attentat (Valkyrie)
- 2008: Recount
- 2008: John Adams – Freiheit für Amerika (John Adams, Miniserie, 3 Folgen)
- 2008: Rock N Rolla (RocknRolla)
- 2009: Duplicity – Gemeinsame Geheimsache (Duplicity)
- 2009: 44 Inch Chest – Mehr Platz braucht Rache nicht (44 Inch Chest)
- 2010: Der Ghostwriter (The Ghost Writer)
- 2010: Die Lincoln Verschwörung (The Conspirator)
- 2010: Burke & Hare
- 2010: Eine offene Rechnung (The Debt)
- 2011: Das Grüffelokind (The Gruffalo’s Child)
- 2011: The Green Hornet
- 2011: Mission: Impossible – Phantom Protokoll (Mission: Impossible – Ghost Protocol)
- 2011: Die Kennedys (The Kennedys, Miniserie, 8 Folgen)
- 2011: Best Exotic Marigold Hotel (The Best Exotic Marigold Hotel)
- 2012: Der Samariter – Tödliches Finale (The Samaritan)
- 2013: Felony – Ein Moment kann alles verändern (Felony)
- 2013: Lone Ranger (The Lone Ranger)
- 2013: Dido Elizabeth Belle (Belle)
- 2014: Grand Budapest Hotel (The Grand Budapest Hotel)
- 2014: Selma
- 2015: Big Business: Außer Spesen Nichts Gewesen (Unfinished Business)
- 2015: Little Boy
- 2015: Jenny’s Wedding
- 2016: The Choice – Bis zum letzten Tag (The Choice)
- 2016: Snowden
- 2016: Verleugnung (Denial)
- 2016: Der wunderbare Garten der Bella Brown (This Beautiful Fantastic)
- 2018: The Catcher Was a Spy
- 2018: The Happy Prince
- 2018: Titan – Evolve or Die (The Titan)
- 2018: Dead in a Week: Or Your Money Back
- 2020: Belgravia – Zeit des Schicksals (Belgravia, Fernsehsechsteiler)
- 2021: S.A.S. Red Notice (SAS: Red Notice)
- 2023: Ganz oder gar nicht: Die Serie (The Full Monty, Miniserie, 8 Folgen)

## Auszeichnungen
Ganz oder gar nicht:
- BAFTA Award für den besten Nebendarsteller
- Screen Actors Guild Award für das beste Ensemble
- Nominiert – MTV Movie Award für die beste Tanzsequenz

Shakespeare in Love:
- Screen Actors Guild Award für das beste Ensemble
- Nominiert – BAFTA Award für den besten Nebendarsteller

John Adams – Freiheit für Amerika:
- Golden Globe für den besten Nebendarsteller

In the Bedroom:
- Dallas-Fort Worth Film Critics Association Award für den besten Darsteller (3. Platz)
- Independent Spirit Award für den besten Darsteller
- Los Angeles Film Critics Association Award für den besten Darsteller (2. Platz)
- National Society of Film Critics Award für den besten Darsteller (3. Platz)
- New York Film Critics Circle Award für den besten Darsteller
- Southeastern Film Critics Association Award für den besten Darsteller
- Sundance Film Festival Spezialpreis der Jury (zusammen mit Sissy Spacek)
- Nominiert – Academy Award für den besten Darsteller
- Nominiert – Nominated – American Film Institute Award für den besten Darsteller
- Nominiert – BAFTA Award für den besten Darsteller
- Nominiert – Chicago Film Critics Association Award für den besten Darsteller
- Nominiert – Chlotrudis Award für den besten Darsteller
- Nominiert – Online Film Critics Society Award für den besten Darsteller
- Nominiert – Screen Actors Guild Award für den besten Darsteller
- Nominiert – Screen Actors Guild Award für das beste Ensemble
- Nominiert – Vancouver Film Critics Circle Award für den besten Darsteller

Michael Clayton:
- London Critics Circle Film Award für den besten Nebendarsteller
- San Diego Film Critics Society Award für den besten Nebendarsteller
- Satellite Award für den besten Nebendarsteller
- Nominiert – Academy Award für den besten Nebendarsteller
- Nominiert – BAFTA Award für den besten Nebendarsteller
- Nominiert – Broadcast Film Critics Association Award für den besten Nebendarsteller
- Nominiert – Chicago Film Critics Association Award für den besten Nebendarsteller
- Nominiert – Dallas-Fort Worth Film Critics Association Award für den besten Nebendarsteller
- Nominiert – Golden Globe Award für den besten Nebendarsteller
- Nominiert – London Critics Circle Film Award für den besten britischen Darsteller
- Nominiert – Online Film Critics Society Award für den besten Nebendarsteller
- Nominiert – Prism Award beste Leistung in einem Spielfilm
- Nominiert – Screen Actors Guild Award für den besten Nebendarsteller
- Nominiert – Vancouver Film Critics Circle Award für den besten Nebendarsteller